# Jurinea annae
Jurinea annae là một loài thực vật có hoa trong họ Cúc. Loài này được Sosn. mô tả khoa học đầu tiên năm 1947.